# Dioscorea humilis
Dioscorea humilis är en enhjärtbladig växtart som beskrevs av Carlo Luigi Giuseppe Bertero och Luigi Aloysius Colla. Dioscorea humilis ingår i släktet Dioscorea och familjen Dioscoreaceae.

## Underarter
Arten delas in i följande underarter:
- D. h. humilis
- D. h. polyanthes